# 溶填
溶填（ようてん、溶塡）とは爆薬を溶解させて砲弾や爆弾に充填することである。

## 概要
通常、爆薬や砲弾の器という物は曲面からなる円柱や楕球体であるため、火薬が粉末だった時代には充填するのに不都合はなかった。
やがて下瀬火薬やTNTなど、常温で樹脂の塊になっている爆薬が実用化されるが、そのまま隙間なく詰め込むことは困難となった。そのため一旦溶かした爆薬を弾体に流し込み、充填する方式が行われるようになった。
一見すると簡単に思えるが、気泡が入るとホットスポットが発生する原因となり、自爆事故を引き起こすため、非常に難しい作業だった。現代ではX線検査が行われているが、昔は重量検査や回転させて偏心が無いか検査する等しか手段がなく、事実上、職人の勘が頼りだった。
TNTなどは80度前後で溶けたため湯煎すれば十分だったが、融点が200℃を越えるRDXやHMXは沸点が300度前後になるオイルなどを使用して湯煎するしかなく、設備コストが高くなり不便だった。
特にRDXとHMXは製造工程上どうしても少量が混ざり合っているため、温度管理を間違えると溶かす過程で融点の低いRDXや不純物が先に沸騰して気泡が発生したりして爆発事故へ繋がる危険があり大変に困難だった。特にHMXは発火点が336℃で溶ける温度と発火する温度の差が小さいことが取扱いを難しくしていた。
そのため、TNTと混合して融点を下げたオクトールなどが開発された。一般的に融点の低いTNTと混合すると融点が低下する傾向があり、
RDXとTNTの混合物の融点は80℃から90℃弱だった。

## TNT溶填作業
1. 蒸気で加温した融解槽にトリニトロトルエンを投入して融解させる。
2. 融解したトリニトロトルエンを金網で濾して異物を除去する。
3. 解けたトリニトロトルエンを温度調整槽に移して粒子状のトリニトロトルエンを加えて温度を80℃に保つ。
4. 溶填する砲弾を40℃以上に予熱しておく。
5. 解けたトリニトロトルエンを砲弾に流し込む。
6. 砲弾を80℃の温水につけてゆっくりと水温を下げながら冷やす。